# Бени Бенаси
Бени Бенаси (итал. Benny Benassi, право име Марко Бенаси (Marco Benassi), рођен 13. јула 1967. у Милану) је италијански хаус ди-џеј. Ради заједно са братом Але Бенасијем. Заједно продуцирају музику под именом Benassi Bros. Започели су каријеру крајем 1980-их.

## Албуми
- (2003), као
- (2004), као
- (2005), као
- (2005), као
- (2006), као Бени Бенаси